# Bournonite
La bournonite è un minerale, un solfuro appartenente al gruppo omonimo.
Il minerale fu scoperto nel 1805.
Il minerale prende il nome dal mineralogista e cristallografo Jacques Louis de Bournon, ma in precedenza prese il nome di endellionite in onore della località Endellion in Cornovaglia.

## Abito cristallino
A fogli o lamine come alcune miche, pseudo cubico (i cristalli possono formare delle forme cubiche) o, tramite varie geminazioni, a ruota dentata o a croce.

## Origine e giacitura
In filoni idrotermali di temperatura non eccessivamente alta associata a vari solfuri, tra cui: galena, sfalerite, tetraedrite e calcopirite, ma non mancano altri minerali a cui è associata: siderite, quarzo, rodocrosite, e barite.

## Forma in cui si presenta in natura
Generalmente si possono trovare i cristalli geminati: i due cristalli sono cruciformi (i due bracci formano un angolo perfettamente retto), ma non mancano le geminazioni a ruota dentata o a ingranaggio.

## Miniere e località di ritrovamento principali
- Europa: Germania; Cecoslovacchia; Romania;[2] nelle miniere di Endellion e Liskeard in Cornovaglia (Regno Unito) e della Carinzia[3]
  - Italia: Brosso, nel Canavese[2] e Borgofranco presso Ivrea[3] (Piemonte); nel marmo di Carrara e a Bottino ed in Val di Castello presso Pietrasanta, in provincia di Lucca (Toscana); a Primaluna in Valsassina, presso Como, nel Bergamasco a Dossena ed Oltre il Colle (Lombardia)[2] nonché in molte località della Sardegna presso Porto Torres.[3]
- America: Bolivia; Perù;[2] nello Zacatecas (Messico) e nello Utah (USA).[3]
- Asia: nella prefettura di Hyōgo in Giappone.[3]

## Proprietà chimico-fisiche
Il minerale è solubile in acido nitrico con separazione di polvere bianca.
- Peso molecolare: 488,69 grammomolecole[1]
- Densità di elettroni: 2,52 g/cm³[1]
- Indici quantici secondo il principio di esclusione di Pauli[1]:
  - fermioni: 0,09
  - bosoni: 0,91
- Indici di fotoelettricità[1]:
  - PE: 850,10 barn/elettroni
  - ρ:2140,67 barn/cm³
- Indice di radioattività: GRapi: 0 (Il minerale non è radioattivo)[1]

## Utilizzi
Laddove risulti abbondante, il minerale viene usato per l'estrazione del piombo, dell'antimonio e del rame.